# Cricotopus similis
Cricotopus similis är en tvåvingeart som beskrevs av Maurice Emile Marie Goetghebuer 1921. Cricotopus similis ingår i släktet Cricotopus och familjen fjädermyggor. Arten har ej påträffats i Sverige. Inga underarter finns listade i Catalogue of Life.